# Ildebrandino VIII Aldobrandeschi
Ildebrandino VIII Aldobrandeschi (... – 1212) è stato un nobile italiano.

## Biografia
Figlio di Ildebrandino Novello degli Aldobrandeschi, ebbe la conferma del titolo di conte palatino dall'imperatore Enrico VI il 27 aprile 1195. In seguito alla ribellione di Viterbo contro papa Innocenzo III, venne nominato nel 1199 capitano del popolo e podestà della città.
Costretto a scendere a patti con le città vicine che minacciavano il contado maremmano, siglò degli accordi con Siena e con Orvieto nel 1202. Riappacificatosi con il papa, ricevette da questi conferma di vari castelli, e guidò insieme a Ranuccio Farnese la cavalleria orvietana nell'estate 1207.
Nel 1210 ottenne dall'imperatore Ottone IV alcuni benefici, tra cui il territorio di Pitigliano, appartenuto a Ranieri di Bartolomeo.
Alla sua morte, databile tra agosto e novembre 1212, ebbe inizio il conflitto tra i figli Ildebrandino IX, Guglielmo e Bonifacio per l'eredità che portò alla divisione della contea e alla nascita del ramo di Santa Fiora.